# Мачево
Мачево (мкд. Мачево) је насеље у Северној Македонији, у источном делу државе. Мачево је у саставу општине Берово.

## Географија
Мачево је смештено у источном делу Северне Македоније. Од најближег града, Берова, насеље је удаљено 8 km северозападно.
Насеље Мачево се налази у историјској области Малешево. У области Малешевских планина, на западном ободу од Беровског поља. Кроз насеље тече река Брегалница горњим делом свог тока. Надморска висина насеља је приближно 800 метара.
Месна клима је планинска због знатне надморске висине.

## Становништво
Мачево је према последњем попису из 2021. године имало 143 становника.
| Национални састав према попису из 2021.‍ | Национални састав према попису из 2021.‍ | Национални састав према попису из 2021.‍ | Национални састав према попису из 2021.‍ | Национални састав према попису из 2021.‍ |
| --------------------------------------- | --------------------------------------- | --------------------------------------- | --------------------------------------- | --------------------------------------- |
|                                         |                                         |                                         |                                         |                                         |
| Македонци                               | Македонци                               |                                         | 140                                     | 97,9%                                   |

Већинска вероисповест месног становништва је православље.